# 龍仁東部警察署
龍仁東部警察署（ヨンインドンブけいさつしょ）は、京畿地方警察庁所管の警察署である。

## 管轄区域
- 龍仁市のうち処仁区、器興区（上葛洞、旧葛洞、上下洞、東栢洞）

## 沿革
- 2010年7月23日 - 龍仁西部警察署設置に伴い龍仁東部警察署に改称

## 管轄地区隊
処仁区
- 中央地区隊

器興区
- 旧葛地区隊

## 管轄派出所
処仁区
- 遠三派出所
- 白岩派出所
- 陽智派出所
- 慕賢派出所
- 蒲谷派出所
- 二東派出所
- 東部派出所

器興区
- 上葛派出所
- 古梅派出所
- 東栢派出所